# Flores Costa Cuca
Flores Costa Cuca est une ville du Guatemala dans le département de Quetzaltenango.